# Vinga

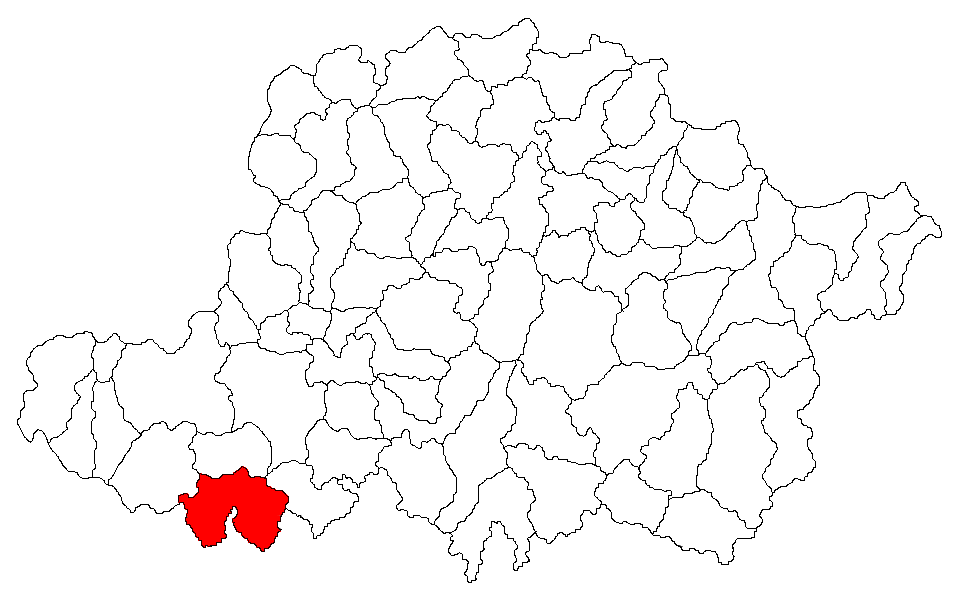
Lage der Gemeinde Vinga im Kreis Arad

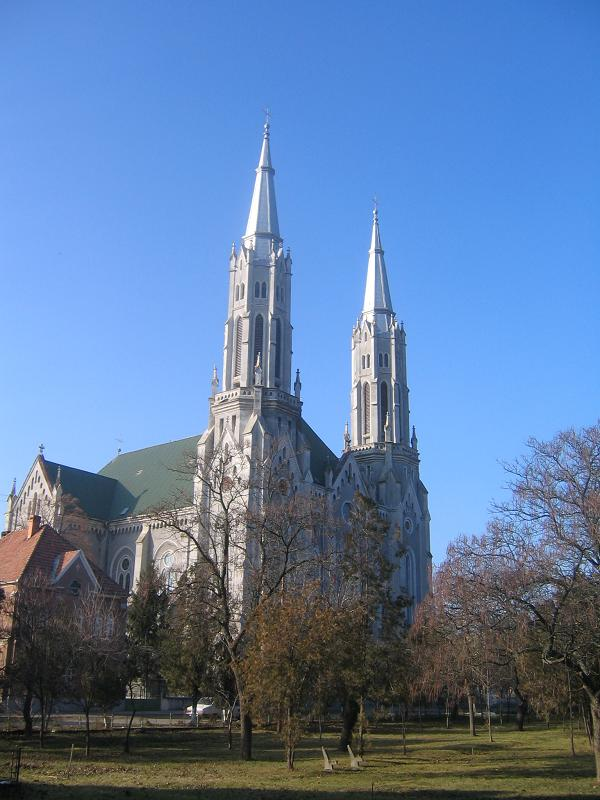
Römisch-katholische Kirche Vinga

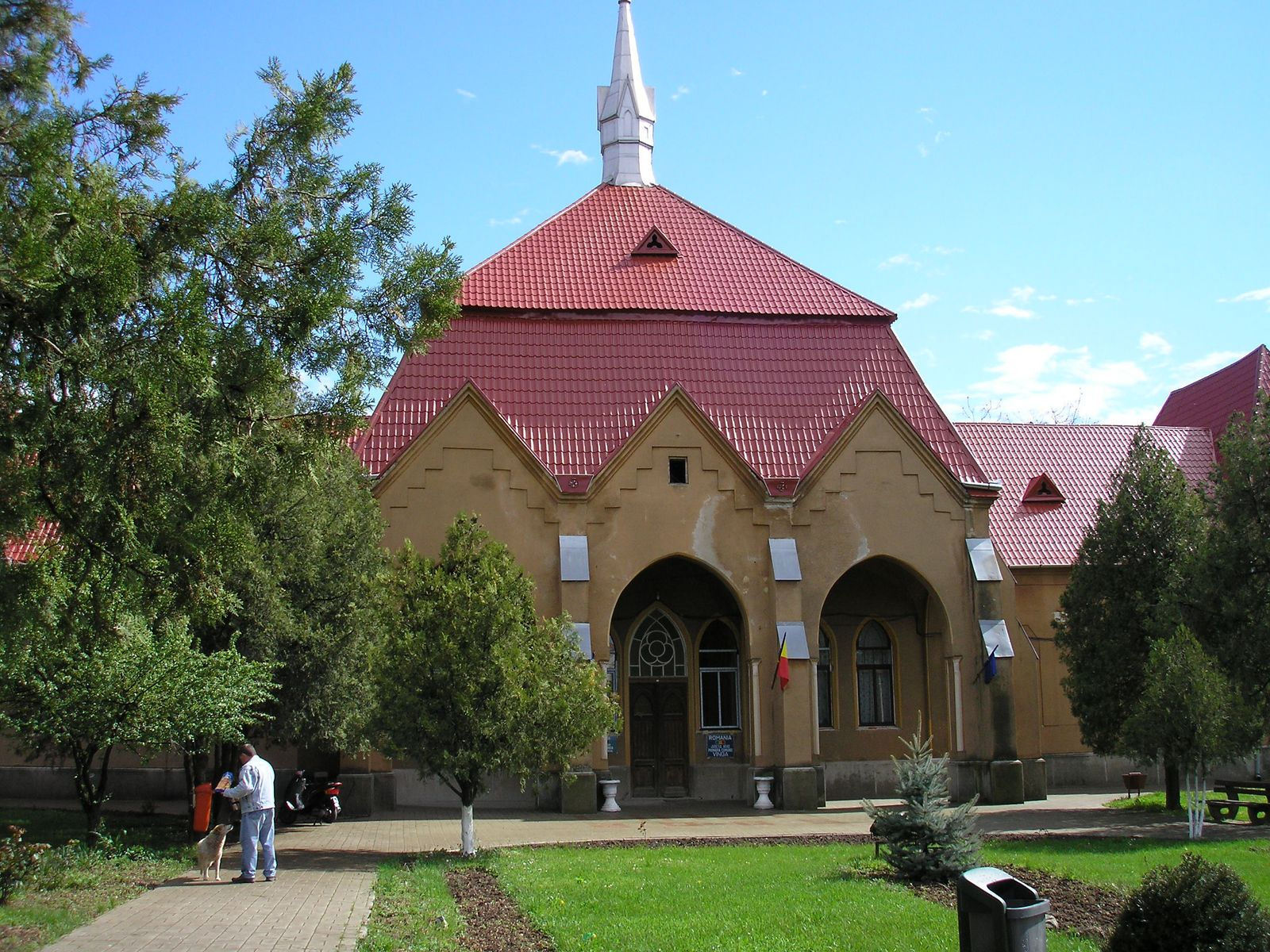
Kloster Vinga

Vinga (veraltet Theresiopolis; deutsch Winga auch Theresiopel, ungarisch Vinga) ist eine Gemeinde im Kreis Arad, Banat, Rumänien. Zu der Gemeinde Vinga gehören die Dörfer Mailat und Mănăștur. Vinga war bis in die Mitte des 20. Jahrhunderts überwiegend von Banater Bulgaren bevölkert.

## Geographische Lage
Vinga liegt an der Nationalstraße 69, der Teil der Europastraße 671 ist, und an der Bahnstrecke Timișoara–Arad, 23 Kilometer von Arad und 30 Kilometer von Timișoara entfernt. Der Ort befindet sich dicht an der Grenze zum Kreis Timiș, sechs Kilometer nördlich von Orțișoara (Orzydorf).

## Nachbarorte
| Mailat   | Zădăreni                                    | Șagu               |
| Mănăștur | Kompassrose, die auf Nachbargemeinden zeigt | Hunedoara Timișană |
| Bărăteaz | Orțișoara                                   | Seceani            |

## Geschichte
Die Siedlung Vinga wurde 1214 zum ersten Mal urkundlich belegt, als sie sich im Besitz der Familie Csak befand. 1454 gehörten „Veres-Vinga“ und „Kerek-Vinga“ dem damals abgedankten ungarischen Reichsverweser Johann Hunyadi. 1717, als das Banat an Habsburg angegliedert wurde, trug die Siedlung den Namen „Vinca“. 1737 wurde der Ort von der Kaiserin Maria Theresia, nach der die damalige Stadt „Theresiopolis“ benannt wurde, mit katholischen Bulgaren aus der Kleinen Walachei besiedelt. Zwischen 1726 und 1731 waren etwa 2000 katholische Bulgaren aus Tschiprowzi in die Kleine Walachei geflüchtet, wo Nikolaus Stanislavich Apostolischer Administrator war. Als 1737 der Türkenkrieg ausbrach, flüchteten viele Bulgaren mit „ihrem Bischof“ ins Banat und ließen sich in Alt-Beschenowa und etwa 100 Familien in Vinga nieder. Stanislavich wurde 1739 zum Tschanader Bischof ernannt.
Am 4. Juni 1920 wurde das Banat infolge des Vertrags von Trianon dreigeteilt. Der größte, östliche Teil, zu dem auch Vinga gehörte, fiel an das Königreich Rumänien.
Infolge des Waffen-SS Abkommens vom 12. Mai 1943 zwischen der Antonescu-Regierung und Hitler-Deutschland wurden alle deutschstämmigen wehrpflichtigen Männer in die deutsche Armee eingezogen. Dafür mussten die Deutschen aus Rumänien nach dem Seitenwechsel Rumäniens am 23. August 1944 büßen. Noch vor Kriegsende, im Januar 1945, fand die Deportation aller volksdeutschen Frauen zwischen 18 und 30 Jahren und Männer im Alter von 16 bis 45 Jahren zur Aufbauarbeit in die Sowjetunion statt.
Das Bodenreformgesetz vom 23. März 1945, das die Enteignung der deutschen Bauern in Rumänien vorsah, entzog der ländlichen Bevölkerung die Lebensgrundlage. Der enteignete Boden wurde an Kleinbauern, Landarbeiter und Kolonisten aus anderen Landesteilen verteilt. Anfang der 1950er Jahre wurde die Kollektivierung der Landwirtschaft eingeleitet.
Durch das Nationalisierungsgesetz vom 11. Juni 1948, das die Verstaatlichung aller Industrie- und Handelsbetriebe, Banken und Versicherungen vorsah, fand die Enteignung aller Wirtschaftsbetriebe statt.

### Katholische Kirche
Die katholische Kirche in Vinga ist ein Monumentalbau im neogotischen Stil, der 1892 nach zweijähriger Bauzeit fertiggestellt wurde. Die schlanken, 62 Meter hohen Türme der Kirche sind zu einem Wahrzeichen Vingas geworden. Da sich die Kirche auf einem 75 Meter hohen Hügel befindet, sind die Türme schon aus weiter Entfernung zu sehen.
Den Entwurf des Kirchenbaus erarbeitete 1880 der Wiener Architekt Eduard Reiter. Zehn Jahre lang sparte die Gemeinde für den Bau der Kirche. Die Bevölkerung behielt sich von jeder Ernte nur das Lebensnotwendige; der Rest wurde verkauft und für den Kirchenbau gespendet. Der Haupt- und die Nebenaltäre wurden vom Südtiroler Josef Runggaldier geschnitzt, die Orgel vom Temeswarer Carl Leopold Wegenstein erbaut. Das Kirchenschiff hat eine Länge von 63 Meter. Die Kirche wurde im Jahr 1892 von Bischof Dessewffy der Heiligen Dreifaltigkeit geweiht.

### Süßwarenfabrik „Draskovits“
Bekannt wurde Vinga auch durch die Schokolade „Vinga“, die einst hier erzeugt wurde. Die Süßwarenfabrik „Draskovits“ hatte die einstige „Civitas Privilegiatae“ – in der auch der Orient-Express hielt – im ganzen Reich bekannt gemacht. Den Fahrgästen wurden während des Halts Kostproben der „Vinga“-Schokolade verteilt. Das Rezept aber blieb für immer ein Geheimnis, das der Unternehmer mit ins Grab nahm. Nachdem das Banat am 4. Juni 1920 infolge des Vertrags von Trianon an das Königreich Rumänien fiel, änderte sich vorerst für die Süßwarenfabrik lediglich der Name. Nach der Machtübernahme der Kommunisten am 23. August 1944 wurde die Fabrik infolge des Nationalisierungsgesetz vom 11. Juni 1948 enteignet und später dem Verfall preisgegeben.

## Demografie
Seit 1737 lebten mehrheitlich Bulgaren im Ort. Nach der Enteignung des Grundbesitzes durch die Kommunisten wanderten die Bulgaren, die mehrheitlich Grundbesitzer waren, nach und nach in die Städte Arad und Timișoara ab. Ihr Platz wurde durch staatlich gelenkte Maßnahmen von Rumänen eingenommen. Heute ist der Anteil der Rumänen an der Gesamtbevölkerung überwiegend.
| 1880 | 4796 | 263  | 278  | 652 | 3603            |
| 1910 | 4710 | 590  | 824  | 529 | 2767            |
| 1977 | 4617 | 2239 | 983  | 70  | 1325            |
| 1992 | 4132 | 2147 | 686  | 40  | 1259            |
| 2002 | 4218 | 3103 | 506  | 23  | 586             |
| 2011 | 6150 | 3336 | 1211 | 35  | 1568 (650 Roma) |
| 2021 | 6083 | 3559 | 823  | 24  | 1677 (460 Roma) |